# 3043 San Diego
3043 San Diego este un asteroid din centura principală, descoperit pe 20 septembrie 1982 de Eleanor Helin.